# 1985 (film)
Pour les articles homonymes, voir 1985 (homonymie).
Pour plus de détails, voir Fiche technique et Distribution.
1985 est un film américain réalisé par Yen Tan, sorti en 2018.

## Synopsis
Au Texas, en 1985, Adrian Lester, un homosexuel qui n'a pas fait son coming out revient dire au revoir à sa famille car il sait qu'il va mourir du sida.

## Fiche technique
- Titre : 1985
- Réalisation : Yen Tan
- Scénario : Hutch et Yen Tan
- Musique : Curtis Heath
- Photographie : Hutch
- Montage : Hutch et Yen Tan
- Production : Ash Christian et Hutch
- Société de production : Floren Shieh Productions, MuseLessMime Productions, RainMaker Films et Cranium Entertainment
- Pays :  États-Unis
- Genre : Drame
- Durée : 85 minutes
- Dates de sortie : 
  -  États-Unis : 26 octobre 2018

## Distribution
- Cory Michael Smith : Adrian Lester
- Virginia Madsen : Eileen
- Michael Chiklis : Dale Lester
- Jamie Chung : Carly
- Aidan Langford : Andrew
- Ryan Piers Williams : Marc
- Michael Darby : Leo

## Accueil
Le film a reçu un accueil favorable de la critique. Il obtient un score moyen de 71 % sur Metacritic.